# Fărcășeni, Iași
Fărcășeni este un sat în comuna Strunga din județul Iași, Moldova, România.

## Legături externe
Materiale media legate de Fărcășeni la Wikimedia Commons